# José Fernández Torres
José Fernandez Torres "Tomatito" (Almeria, 20 d'agost de 1958) és un guitarrista que va acompanyar Paco de Lucía i Camarón de la Isla i el pianista Michel Camilo. En solitari ha esdevingut concertista de primera categoria, un dels guitarristes més importants del flamenc de les últimes dècades.

## Discografia
Àlbums en solitari
- 1987: Rosas del Amor
- 1991: Barrio Negro
- 1997: Guitarra Gitana
- 2000: Spain (amb Michel Camilo)
- 2001: Paseo de los Castaños
- 2004: Aguadulce
- 2006: Spain Again (amb Michel Camilo)
- 2010: Sonanta Suite (amb Josep Pons i Viladomat)
- 2013: Soy Flamenco

Singles
- 2012: "Mi Santa" Ft Romeo

Amb Camaron de la Isla i Paco de Lucía
- "Como El Agua"
- "Calle Real"
- "Vivire"

Amb Camaron de la Isla
- 1979: "La Leyenda del Tiempo"
- "Soy Gitano"
- "Potro de Rabia y Miel"
- 1999: Paris 1987